# Ryan Simpkins
 (avril 2017).
Si vous disposez d'ouvrages ou d'articles de référence ou si vous connaissez des sites web de qualité traitant du thème abordé ici, merci de compléter l'article en donnant les références utiles à sa vérifiabilité et en les liant à la section « Notes et références ».
Pour les articles homonymes, voir Simpkins.
Ryan Elise Simpkins née le 25 mars 1998 à Manhattan, New York, est une actrice américaine.

## Histoire
Dans le film Le Prix de la loyauté (2009), elle et son frère, l'acteur Ty Simpkins, jouent les enfants de Colin Farrell. Dans Revolutionary Road, elle tient de nouveau le premier rôle aux côtés de son frère Ty. Elle joue également dans Gardens of the Night en 2008, le rôle d'une enfant qui a été enlevée, mais conduite à croire que ses parents ne voulaient  plus d'elle.

## Filmographie
- 2004 : New York, unité spéciale (saison 5, épisode 19) : Lisette Ostilow
- 2006 : SherryBaby de Laurie Collyer : Alexis Parks
- 2008 : Gardens of the Night de Damian Harris : Leslie Whitehead
- 2008 : Surveillance de Jennifer Lynch : Stephanie
- 2009 : Les Noces rebelles (Revolutionary Road) de Sam Mendes : Jennifer Wheeler
- 2009 : Gary, le coach à 2 balles ! (Balls Out: Gary the Tennis Coach) de Danny Leiner : Amy Daubert
- 2009 : A Single Man de Tom Ford : Jennifer Strunk
- 2009 : Le Prix de la loyauté (Pride and Glory) de Gavin O'Connor : Shannon Egan
- 2010 : Sitters Street de Charlotte Barrielle : Ramona (court-métrage)
- 2011 : Jeremy Fink and the Meaning of Life de Tamar Halpern : Lizzy Muldoun
- 2011 : Twixt de Francis Ford Coppola : Caroline
- 2012 : 1426 Chelsea Street d'Alanna Brown : Grace (court-métrage)
- 2012 : Arcadia d'Olivia Silver : Greta
- 2013 : Les Sauveurs de l'espace (Space Warriors) de Sean McNamara : Lacey Myers (téléfilm)
- 2015 : Anguish de Sonny Mallhi : Tess
- 2017 : Brigsby Bear de Dave McCary : Aubrey Pop
- 2017 : Vegas Academy: Coup de poker pour la fac (The House) d'Andrew Jay Cohen : Alex Johansen
- 2021 : Fear Street, partie 2 : 1978 (Fear Street Part 2: 1978) de Leigh Janiak : Alice
- 2021 : Fear Street, partie 3 : 1666 (Fear Street Part 3: 1666) de Leigh Janiak : Alice
- 2022 : Please Baby Please d’Amanda Kramer : Dickie
- 2024 : The Exorcism de Joshua John Miller et M. A. Fortin : Lee Miller